# Bernard Poirier
Pour les articles homonymes, voir Poirier.
Bernard Poirier (1933-), C.M., est un journaliste et un haut fonctionnaire canadien, originaire de Moncton, au Nouveau-Brunswick. Il s'implique dans plusieurs organismes communautaires acadiens durant une vingtaine d'années, dont le Centre communautaire Sainte-Anne de Frédéricton. Il est fait membre de l'ordre du Canada le 15 octobre 1980.